# Meczet Kul Szarif
Meczet Kul Szarif (tamil. Колшәриф мәчете / Qolşärif mäçete, ros. мечеть Кул Шариф) – meczet znajdujący się na kazańskim Kremlu. Był największym meczetem w Rosji i prawdopodobnie w Europie poza Stambułem. Od 2009 roku prawdopodobnie zajmuje drugie miejsce w Europie (bez Turcji) po meczecie Achmata Kadyrowa w Groznym (Czeczenia).
Pierwszy meczet został zbudowany na kazańskim Kremlu w XVI wieku. Został nazwany na cześć Kul-Szarifa (tat. Qolşärif lub Qol-Şärif), który w nim nauczał. Kul-Szarif zginął dowodząc obroną Kazania przed wojskami rosyjskimi. Uważa się, że jego konstrukcja jest charakterystyczna dla Bułgarów Wołżańskich, oprócz tego mogły zostać zastosowane elementy wczesnorenesansowe i osmańskie. W 1552 roku, podczas natarcia na Kazań, meczet został zburzony przez Iwana Groźnego.
W 1996 roku rozpoczęła się odbudowa świątyni według wzorców historycznej architektury kazańskiej. Jego otwarcie 24 lipca 2005 było początkiem obchodów tysiąclecia Kazania.
Kilka państw przekazało pieniądze na fundusz, który został założony w celu finansowania odbudowy meczetu. Były to m.in. Arabia Saudyjska i Zjednoczone Emiraty Arabskie. Kul Kul Szarif uważany jest za jeden z najważniejszych symboli tatarskich aspiracji niepodległościowych i wolnościowych. W obecnej chwili meczet pełni głównie rolę Muzeum Kultury Islamskiej. Jednocześnie podczas głównych świąt muzułmańskich tysiące ludzi zbierają się w nim na modlitwę. Kompleks Kul Szarif został przewidziany do pełnienia najważniejszej roli w kazańskim krajobrazie. Budynek oprócz meczetu, mieści także bibliotekę, wydawnictwo i biuro imama.

## Galeria

Westybul
Makieta meczetu w westybulu
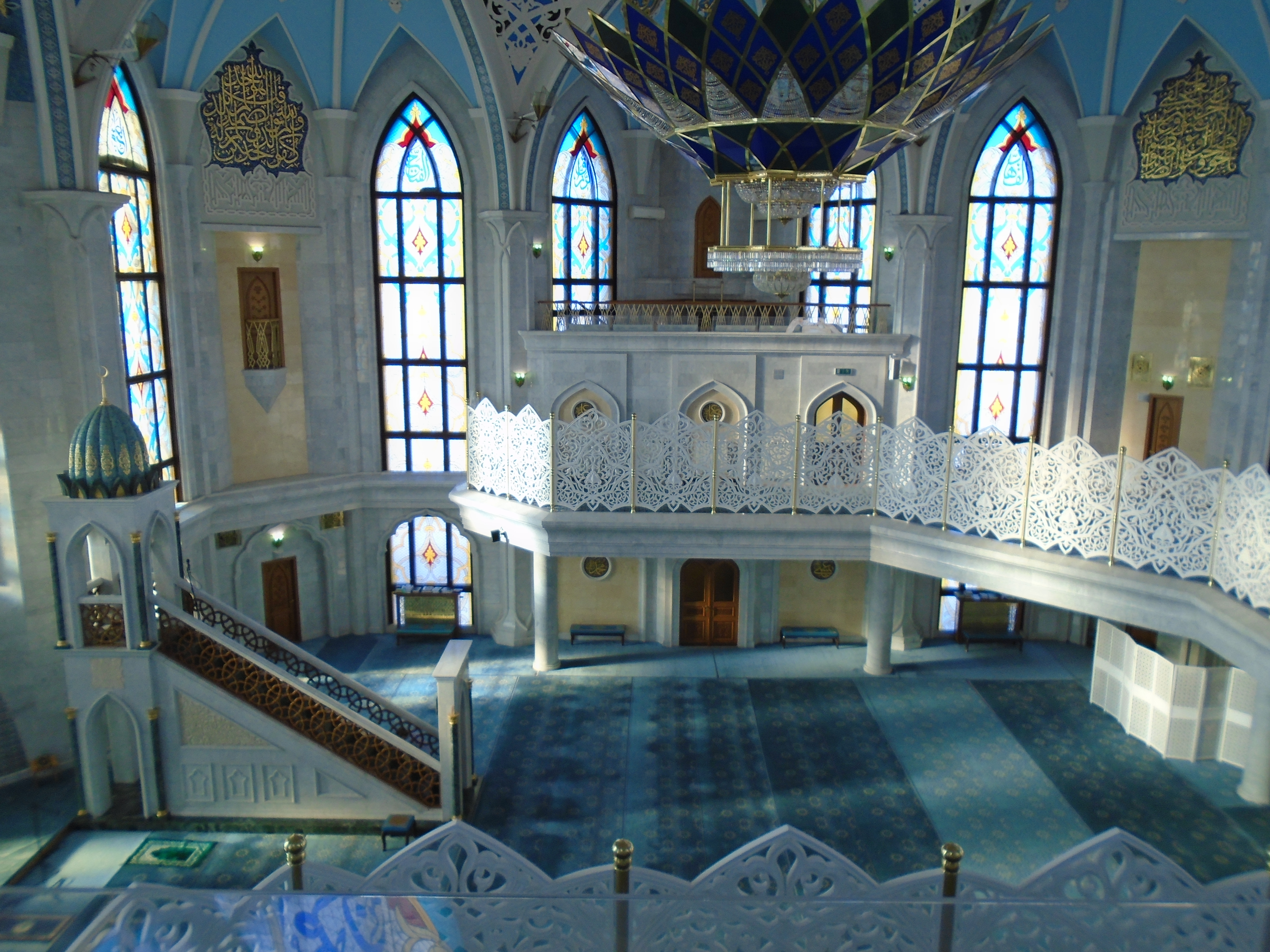
Minbar i główna sala
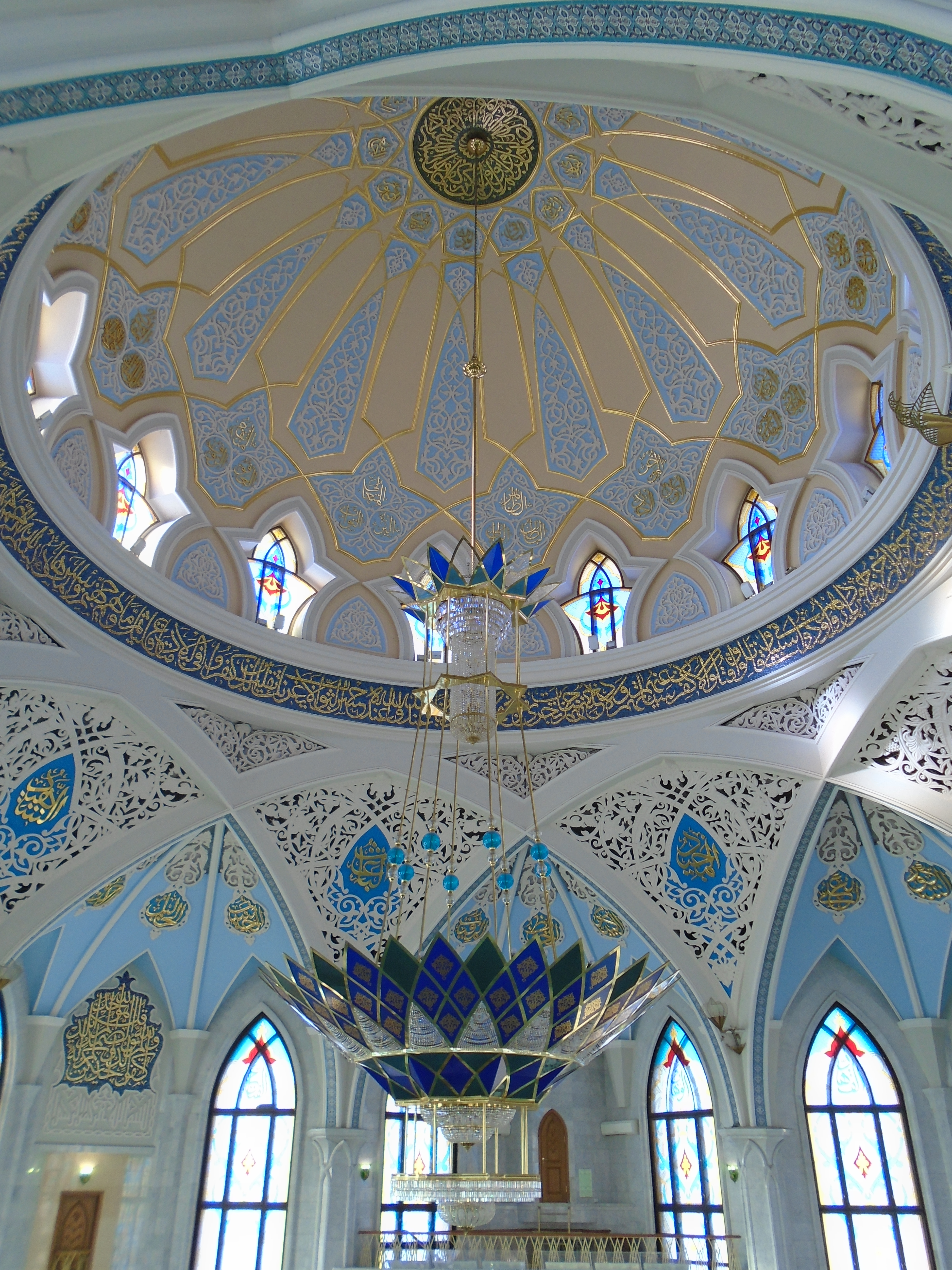
Kopuła i żyrandol
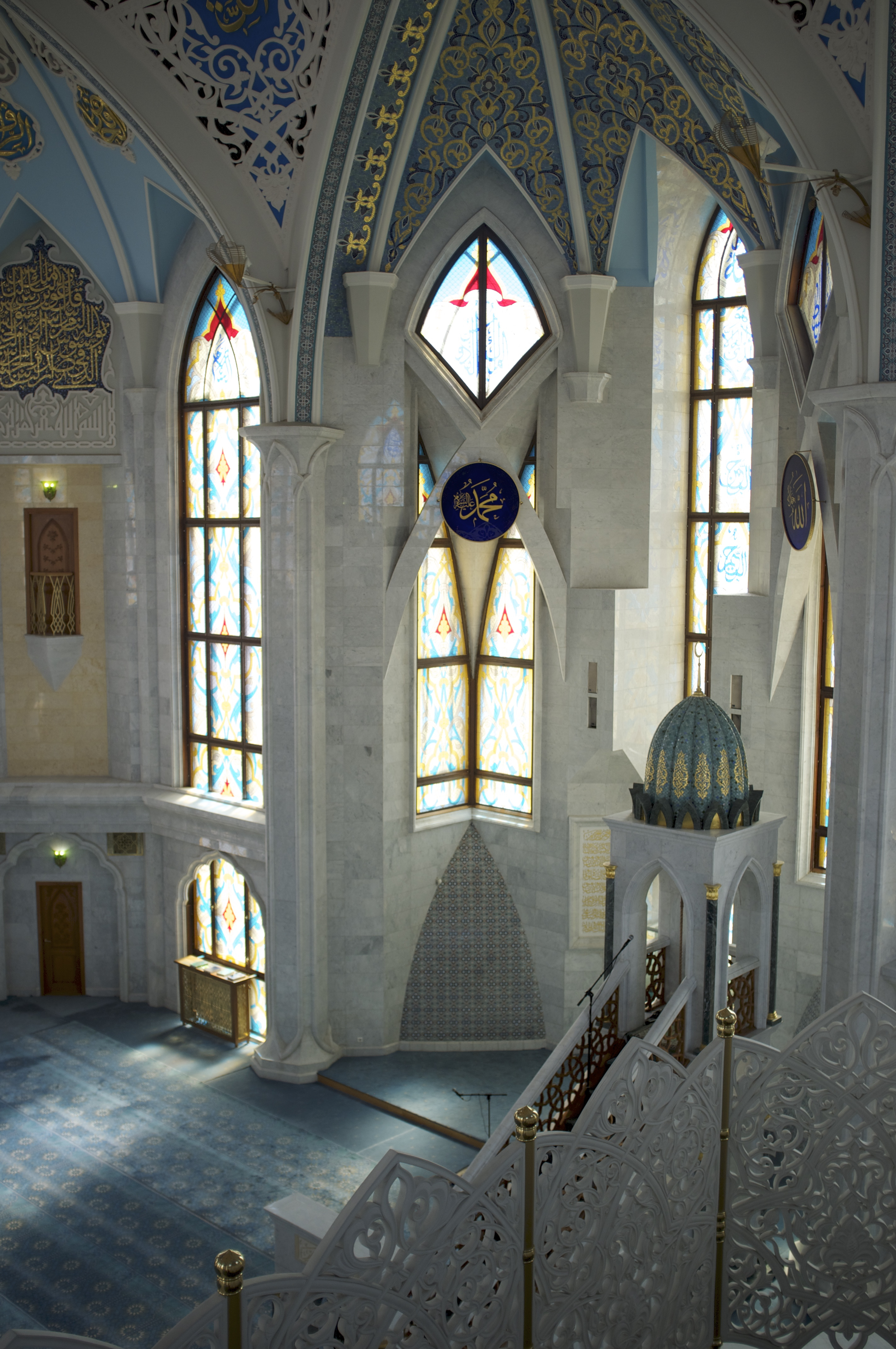
Mihrab
Witraże
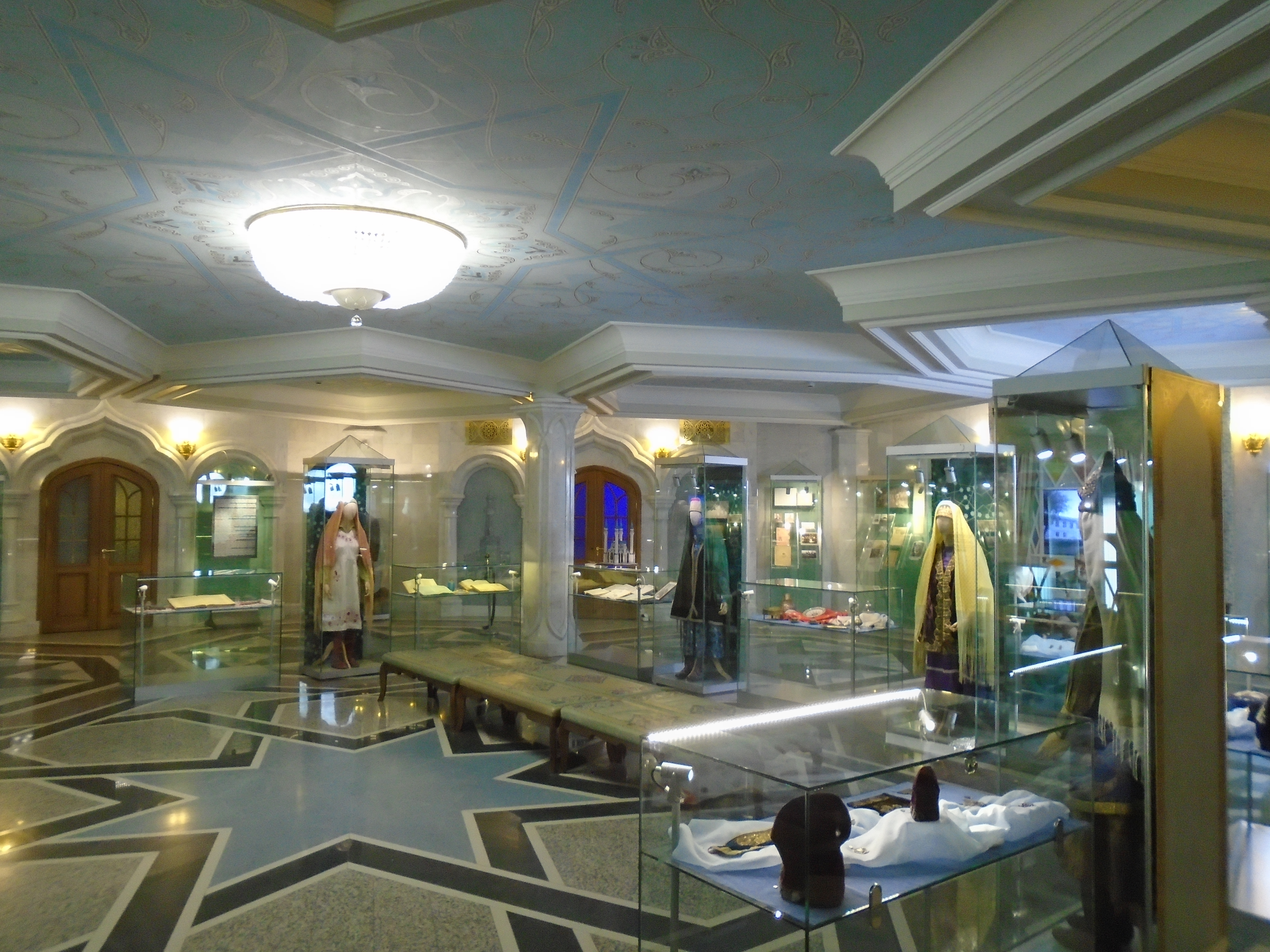
Muzeum Kultury Islamskiej